# Désiré Nisard
Désiré Nisard, född 20 mars 1806, död 27 mars 1888, var en fransk litteraturhistoriker.
Nisard blev professor vid Sorbonne 1843 och var direktör för École normale 1857-67. Han var en stor beundrare av den klassiska franska diktningen, som enligt honom uppenbarade den äkta franska andan, företrädaren framför andra för det mänskliga förnuftet och vände sig bestämt mot den romantiska skolan i Frankrike. Nisards främsta arbeten är Études sur les poètes latins de la décadence (1834), Études d'histoire et de littérature (1859-64), Histoire de la littérature française (4 band, 1844-61) som var hans huvudarbete, helt bestämt av hans syn på det typiskt franska, samt Renaissance et réforme (1877).